# Klaus-Michael Krause
Klaus-Michael Krause (* 1948 in Berlin) ist ein deutscher Gitarrist und Musikpädagoge.

## Leben und Wirken
Klaus-Michael Krause studierte Gitarre bei Gerhard Tucholski und danach am Städtischen Konservatorium in Berlin, das 1966 als Stern’sches Konservatorium der Hochschule für Musik angegliedert wurde, bei Erich Bürger sowie Musikwissenschaften an der Freien Universität Berlin. Bei Erich Bürger studierte er zur selben Zeit wie Carlo Domeniconi und so ergab es sich, dass sie jahrelang zusammen im Duo spielten. Im Rahmen von Meisterkursen wurde er von Vladimir Mikulka, Javier Hinojosa (1933–2013) sowie Julian Bream unterwiesen. An der Universität der Künste erfüllte Krause von 1975 bis etwa 1988 einen Lehrauftrag als Dozent für Gitarre.
Sein Debüt gab er 1968 beim internationalen Gitarrenfestival Castellammare di Stabia. Neben seiner Tätigkeit als Konzertsolist trat er auf international renommierten Festivals wie den Musiktagen für junge Solisten sowie dem Internationalen Gitarrenfestival Toyoko Yamashita auf. Zu seinen großen Erfolgen zählen seine Solo-Abende im Konzertsaal der UdK Berlin (erstmals am 2. Oktober 1979). Konzertreisen und Rundfunkaufnahmen führten Klaus-Michael Krause ebenso nach Holland, Italien und Spanien. Auf einer Deutschlandtournee, die Azim Farokhzad für ihn organisierte, starb Farokhzad völlig unerwartet am 18. Mai 1998. Eines seiner letzten Konzerte gab Krause am 31. August 2012 mit Laurie Randolph mit Werken von Argentina, Isaac Albéniz, Fernando Sor, Joaquín Rodrigo in Berlin-Charlottenburg (Kunst- und Kulturhof Ziegenhof). Am 14. November 2015 wurde er beim Gitarrenfestival der Berlin Guitar Academy im Rathaus Charlottenburg gesehen.
Auf Schallplattenproduktionen ist er u. a. mit Künstlern wie Werner Lämmerhirt und David Qualey zu hören. Ebenso arbeitete Krause mit bekannten Symphonieorchestern und Chören wie dem Norddeutschen Rundfunkorchester, Ensemble Negativa Frankfurt, dem Monteverdi-Chor Hamburg (als Continuospieler auf der Renaissancelaute) sowie dem Kammerchor Ernst Senff Berlin. Zu seinem Repertoire gehören Werke von Johann Sebastian Bach, Luis de Narváez, Fernando Sor, Mauro Giuliani, Wolfgang Amadeus Mozart, Isaac Albéniz, Enrique Granados, Maurice Ravel, Francisco Tárrega, Niccolò Paganini, Heitor Villa-Lobos sowie Sebastião Tapajós und Baden Powell. Als Musiker sowie Musikpädagoge erhielt Krause auch Jurorenaufträge zu nationalen und internationalen Wettbewerben. Eigene Bearbeitungen für Konzertgitarre sowie ihm gewidmete Kompositionen wurden bei Ricordi, beim Düsenberg Verlag Dortmund, beim E & M Haas Verlag Berlin sowie bei der Edition Margaux verlegt.
Klaus-Michael Krause war auch als Fachautor und Kritiker für die Zeitschriften O Musica, Gendai Guitar und Nova Giulianiad tätig.